# Fernando Lopez
Fernando Hofileña Lopez Sr. (Iloilo, 13 aprile 1904 – Iloilo, 26 maggio 1993) è stato un politico filippino.
Membro del potente clan dei Lopez di Iloilo, fu l'unico politico a ricoprire la carica di vicepresidente delle Filippine in due occasioni e il solo ad essere stato eletto per tre mandati: occupò tale posizione durante la presidenza di Elpidio Quirino (1949–1953) e più tardi durante quella di Ferdinand Marcos (1965–1969 e 1969–1972).
Fu il presidente della ABS-CBN Corporation dal 1986 sino alla sua morte avvenuta nel 1993.

## Biografia
Lopez nacque il 13 aprile 1904 ad Iloilo, figlio di Benito Lopez e Presentacion Hofileña. Egli aveva un fratello maggiore, Eugenio. Il clan dei Lopez era ai tempi molto influente e tra le più ricche famiglie della regione.